# Samim
Samim, de nombre completo Samim Winiger, es un DJ y productor suizo-iraní de música dance, su nombre significa el pacífico o el tranquilo. A temprana edad descubrió su pasión por la música electrónica por corrientes como hip hop o música industrial.

Al lado de Michal Ho sacaron al mercado varios títulos bajo el sello Samim & Michal. En 2004 paró temporalmente sus trabajos debido a cáncer. Sin embargo, poco después se mudó a Berlín y sacó varios títulos de 12” como Circus Company, Moonharbour y Tuningspork. Su consagración en Europa sucedió en el verano de 2007 con el excéntrico número Heater (“Get Physical”, en el cual combina acordeón con sonidos étnicos, más exactamente con la canción colombiana "Cumbia Cienaguera" de autoría de Andrés Paz Barros), que se constituyó en el éxito del verano y fue incluido en el Ministry of Sound 2008 en la compilación The Rush. El sencillo fue puesto a la venta primero en los Países Bajos en septiembre de 2007 y alcanzó el sexto lugar de los 40 éxitos de la lista holandesa. En septiembre de 2007 saca al mercado su álbum como solista Flow.

## Discografía

### Álbumes
- Flow (Audio CD y LP acetato– 2007), Get Physical

Tracks
1. Intro
2. Springbreak
3. Blackdeath
4. Heater
5. Ukaka
6. Setupone
7. Zleep
8. Forced Feedback
9. The Lick

- Kook Kook (2009), Get Physical

### Sencillos
- Eternally Collapsing Object EP (2006), Moon Harbour
- "Do You See the Light?" (2007), Circus Company
- "Heater" (Audio CD - 2007) Parte 1 y 2, Get Physical
- "The Lick" (2008), Get Physical

### Remixes
- 2006: Pier Bucci – “Hay Consuelo”
- 2007: Italoboyz – “Original”
- 2007: Tiefschwarz – “Viktor Casanova”
- 2008: Róisín Murphy – “You Know Me Better”
- 2008: Shaggy Feat. Trix & Flix – “Feel The Rush”
- 2008: Robyn – “Cobrastyle”
- 2009: Diplo – “Wassup Wassup”
- 2011: Homework – “Rally Racquet Club”
- 2011: Schlachthofbronx – “Chambacu”